# Ariopsis
- Commons
- Wikispecies

Ariopsis é um género botânico da família das aráceas.

## Espécies
- Ariopsis peltata
- Ariopsis protanthera